# Campionato del mondo di calcio da tavolo 2006 - Categoria squadre femminile
Il Campionato del Mondo di Calcio da tavolo di Dortmund in Germania.
Fasi di qualificazione ed eliminazione diretta della gara a squadre della Categoria Femminile (18 giugno).
Per la classifica finale vedi Classifica.
Per le qualificazioni delle altre categorie:
- individuale Open
- squadre Open
- individuale Under19
- squadre Under19
- individuale Under15
- squadre Under15
- individuale Veterans
- squadre Veterans
- individuale Femminile

## Girone 1
- Belgio  -  Germania 3-0
- Francia  -  Austria 2-1
- Francia  -  Germania 3-1
- Belgio  -  Austria 2-2
- Belgio  -  Francia 2-1
- Austria  -  Germania 3-0

## Finale

### Belgio-Francia1-2
| Bénédicte Westrade | Arielle Guyot   | 0-0 |
| Elodie Bertholet   | Françoise Guyot | 3-4 |
| Magali Doumont     | Sylvie Guyot    | 0-1 |
| Delphine Dieudonné | Audrey Herbaut  | 6-0 |